# Zagorje (żupania istryjska)
Zagorje – wieś w Chorwacji, w żupanii istryjskiej, w gminie Kršan. W 2011 roku liczyła 116 mieszkańców.